# Cometa tetraédrica

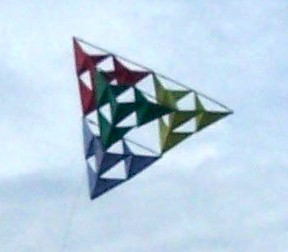
Una cometa tetraédrica en vuelo

Una cometa tetraédrica es un tipo de cometa de caja rígida multicelda, compuesta de células de forma tetraédrica para crear una malla espacial también con la forma de un tetraedro regular. Así mismo, puede ser descrita como una cometa diédrica compuesta.

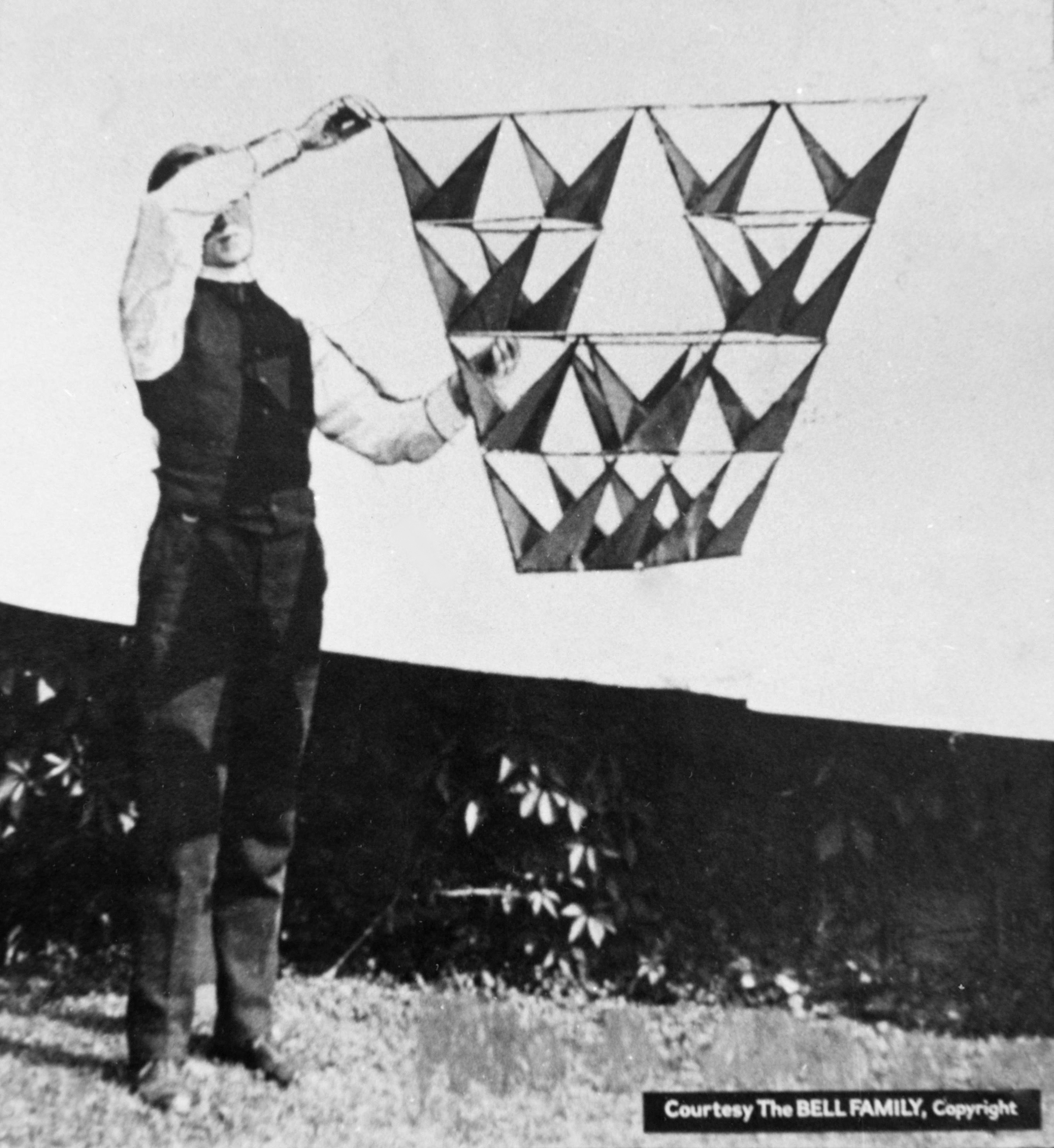
Uno de los primeros diseños de la cometa tetraédrica ideada por Alexander Graham Bell

Esta cometa fue inventada por Alexander Graham Bell, inspirándose en los experimentos realizados por el ingeniero australiano Lawrence Hargrave con sus cometas de caja y sus intentos para construir una cometa escalable y lo suficientemente grande como para elevar un hombre y un motor a la vez. Como tal, realizó el primer experimento exitoso en el largo camino que llevaría a las aeronaves tripuladas trabajando en las cometas entre 1895 y 1910.
Bell escribió sobre su descubrimiento de este concepto en junio de 1903 en la revista Nacional Geographic, en un artículo titulado "Principio tetraédrico en la estructura de una cometa".
A partir del modelo inicial de una celda, Bell desarrolló el modelo "Cygnet" de 3393 celdas en 1907. Esta cometa de 40 pies (12.2 m) de largo y 200 libras (91 kilogramos) de peso fue remolcada por un vapor cerca de Baddeck, Nueva Escocia, el 6 de diciembre de 1907 y elevó a un hombre a 168 pies (51.2 metros) sobre el agua. 
Bell también experimentó con un gran diseño circular de "malla tetraédrica" durante el mismo período.
La cometa tetraédrica es estable y fácil de volar, pero no es una cometa de viento ligero. La gran cantidad de largueros estructurales la hacen relativamente pesada y requiere vientos de moderados a fuertes. 